# Hejőcsabai cementgyár
A Hejőcsabai  cementgyár 2011-ig működő ipari létesítmény volt. Őse Weiskopf Adolf kőbányája volt, amely 1890-ben jött létre. A vállalkozó a Várhegy melletti területen nyitotta meg kőbányáját, amely a régió kohászati üzemeinek és cukorgyárainak adta el a mészkövet, de útépítés céljára is szállított. A kőbánya 1911-ben a Magyar Általános Kőszénbánya Részvénytársaság tulajdonába került. Az új cég fel akarta dolgozni a kibányászott mészkő egy részét, és ennek érdekében egy Hofmann-féle mészégető körkemencét épített 38 kamarával. A mészüzemet a német származású Schäfer Péter vezette egészen 1945-ig. A termelési volument egyfelől a mindenkori mészigény, másfelől az aktuális gazdasági helyzet befolyásolta. 1927-ben például 27 160 tonna meszet állítottak elő, a nagy gazdasági világválság idején viszont le is állították a körkemencét.
Az üzemet 1948 márciusában államosították, majd az 1950-es évek elején cementgyárat építettek, amely Hejőcsabai Cement- és Mészművek néven működött, immár a mai helyén. Először forgókemencét, tárolósilókat és malmokat telepítettek, majd építettek egy rövid élettartamú puzzoláncement-üzemet, de utóbbit négy klinkerégető aknás kemencével váltották ki. A mészégető körkemence 1968-ig még tovább üzemelt. Ezen kívül új kőbányát is nyitottak Nagykőmázsán, a már kimerült várhegyi bánya helyett.
1970-ben határozott a kormányzat egy teljesen új és korszerű cementgyár felépítéséről – a régi helyén. Két nagy teljesítményű forgókemencét, nyersanyagtárolót, klinkertárolót, cementmalmot telepítettek, ezen kívül építettek egy zárt szállítószalag-pályát a mészkő gyárba szállítására. Így egy korszerűnek mondható cementgyár jött létre, ahol már a környezetvédelemre is nagy gondot fordítottak.
A gyárat 1989-ben privatizálták, és a részvények egy része a svájci Holcim csoport kezébe került, így ez működtette az üzemet. 1993-ban részvényvásárlással a Magyar Cement Kft. kezébe került az irányítást biztosító részvénycsomag, és megvették a bérelt eszközöket és ingatlanokat is. Ekkor egy hosszú, majd két évtizedes pereskedés indult meg a felek között, végül a gyár jogerősen a Magyar Cement Kft., illetve az ebből létrejött Hejőcsabai Cement- és Mészipari Kft. tulajdonába került, amely először a mészhidrátgyártó üzemet indította be 2017-ben.

## Elhelyezkedése, részei
A hejőcsabai cementgyártó komplexum története során több nagy kiterjedésű berendezést és telephelyet foglalt magába, ezek egy része már lebontásra került.
- Cementgyár - Hejőcsaba keleti oldalán, az egykori Hejő patakmeder és Bódi malom által határolt területen fekszik, az egykori Szirmára vezető két oldalán. Az szirmai út a gyár mellé telepített erdő déli oldalán halad, "Bogáncs utca" néven.
- Miskolc-Tapolcai kőbánya
- Sodronykötél pálya, majd szállítószalag a kőbánya és cementgyár között.
- Mésztelepi munkáskolóniák, óvodával.
- Vasútvonal
- Cementipari Gépjavító Vállalat 1952-ben alakult
- Sportelep - 1947-es mésztelepi futballcsapat indította el a sportéletet.  1974-ben a futballpályán kivül röplabda-, kézilabda-, atlétikai pálya, 4000 férőhelyes lelátó, mosdó, öltöző is létesült.

## Története

### Weiskopf Adolf kőbányája

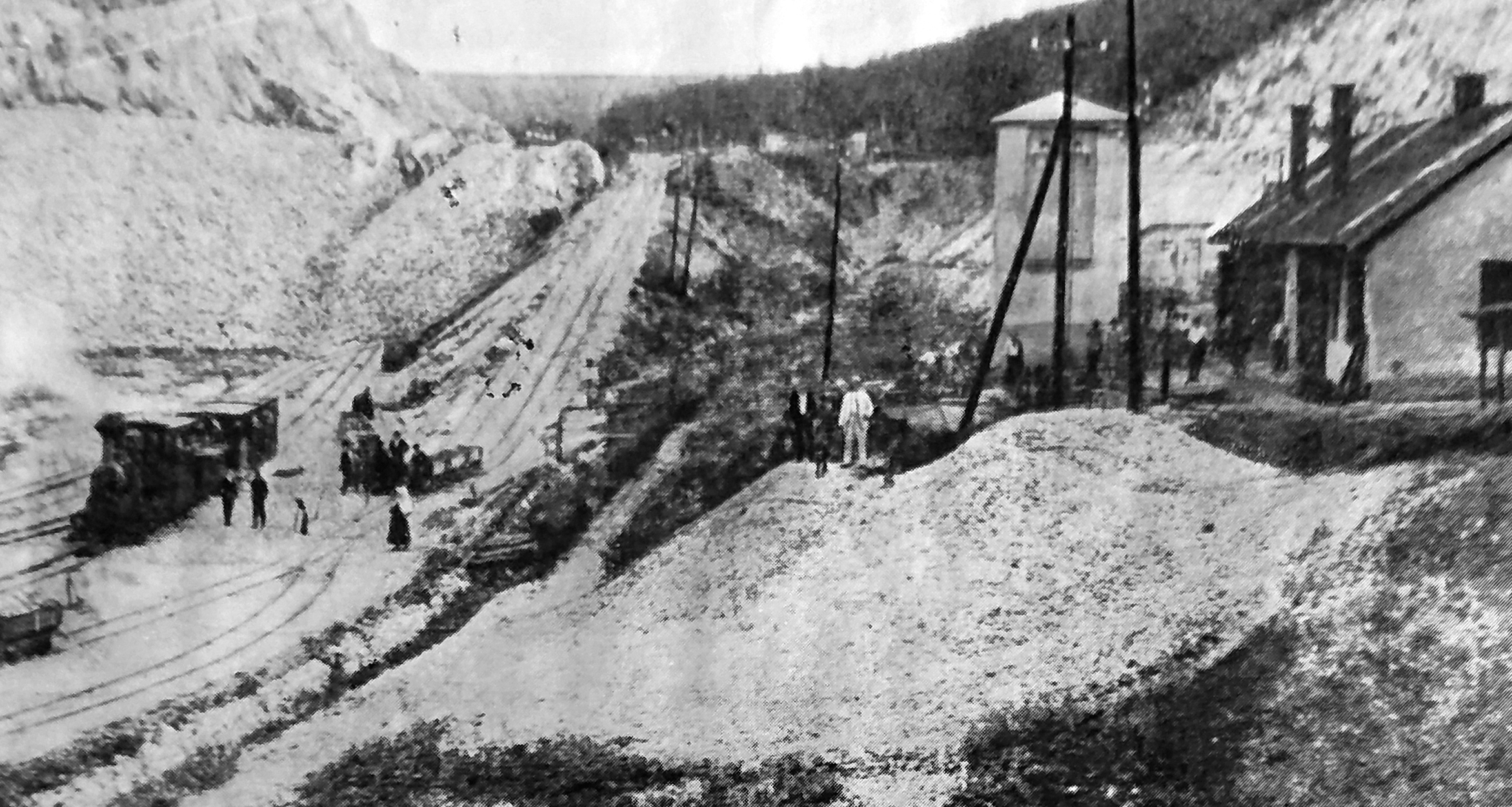
A várhegyi kőbánya 1918-ban

1890-ben Weiskopf Adolf miskolci vállalkozó engedélyt kért és kapott a munkácsi görögkatolikus püspökségtől, hogy a görömbölypusztai-tapolcai Várhegy alatti területen kőbányát nyisson. Ez volt a megalapozó előzménye a hejőcsabai mész- és cementgyártásnak. Weiskopf nagyon körültekintően választotta meg a bánya helyszínét. Egyrészt az adott helyen jó minőségű mészkő volt található (a mészkő CaCO3-tartalma 98% volt), másrészt a bánya jól megközelíthető volt közúton is, és az akkoriban elkészült Tiszai pályaudvar és Diósgyőr-Vasgyár közötti vasúti szárnyvonal is használható volt. Emellett 1902-ben egy saját, keskeny nyomtávú csillevasutat is építtetett, amely eleinte lóvontatású csillékkel üzemelt, majd átálltak gőzmozdonyokra. Az iparvasút 4,6 kilométer hosszú volt, és a rakodó körül hamarosan épülni kezdett egy munkáslakásokból álló telep (amely ma is a Mésztelep nevet viseli) és üzemi műhelyek.
A vállalkozó eleinte nem dolgozta fel a kibányászott mészkövet, azt továbbadta a diósgyőri Állami Vas- és Acélgyárnak, a Rimamurányi Rt. ózdi gyárának, a hatvani és a szerencsi cukorgyáraknak. A hulladékkövet pedig útépítő anyagként lehetett felhasználni Miskolcon, de mészégető üzem építése is felmerült. A kőfejtő telepen 20-30 fő dolgozott, és évi 10 000–15 000 tonna mészkövet termeltek. Weiskopf Adolf 1911-ben végül a mészégető építésére is megkapta az engedélyt, de ezt nem vette igénybe, mert ismeretlen okból még ebben az évben felszámolta ipari tevékenységét, és vállalkozását eladta a Magyar Általános Kőszénbánya Részvénytársaságnak (MÁK).

### A Magyar Általános Kőszénbánya Rt. mészüzeme

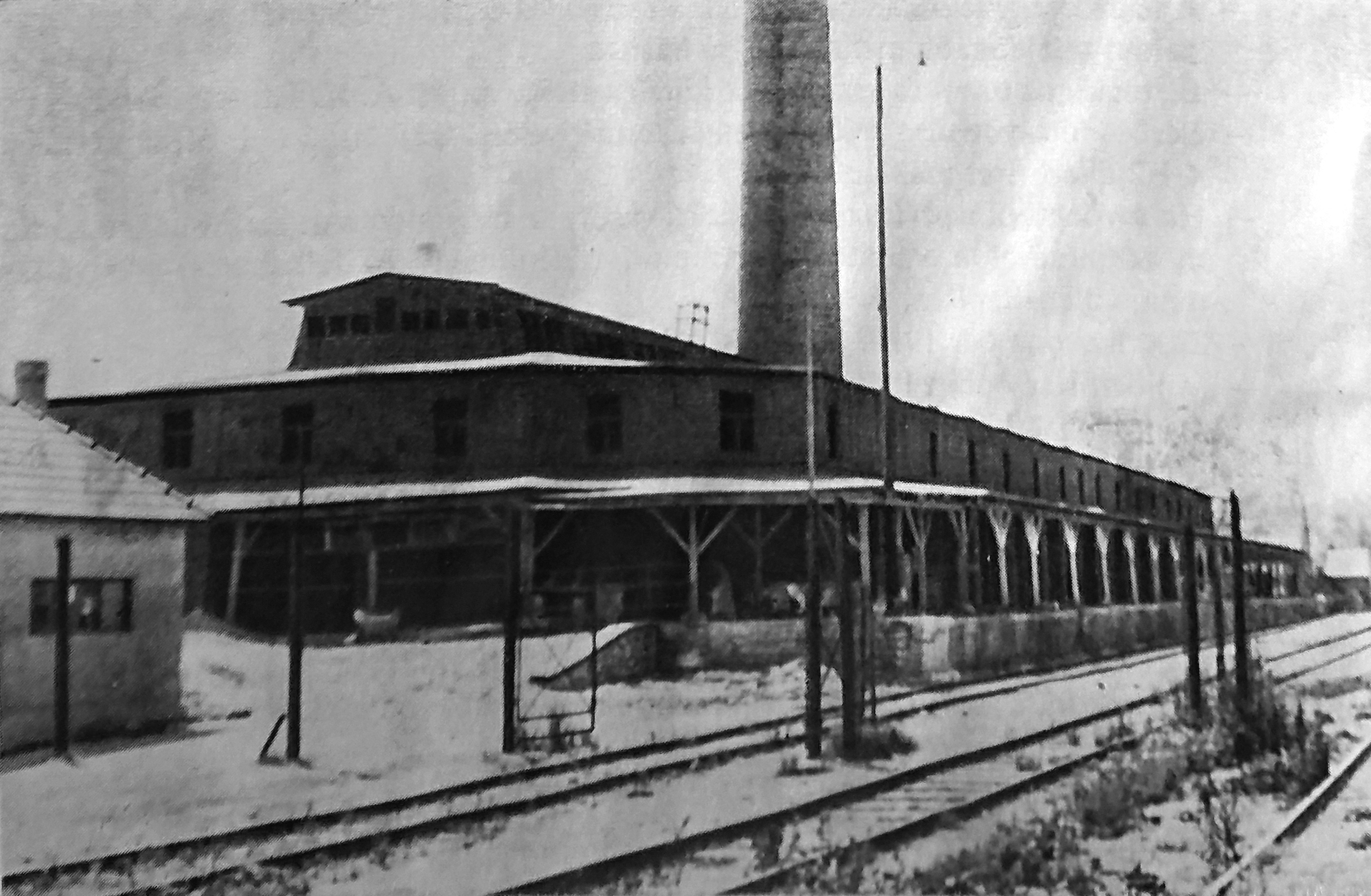
A mészégető körkemence 1914-ben

A MÁK 1911 októberében vásárolta meg Weiskopftól az összes tulajdon- és haszonbérjogokat, összesen 132 000 koronáért. A Hofmann-féle mészégető körkemencét már ők építették meg. Az építkezés 1913 tavaszától 1914 márciusáig tartott, a kemencét végül április 10-én gyújtották be. A 85 méter hosszú, 31 méter széles, 38 kamarával rendelkező kemence az Eckhardt & Hotop tervei alapján és Székely Kálmán főépítész irányításával épült meg, közepén állt a 75 méter magas kémény. Napi termelése 100 tonna égetett mész volt. A körkemence 1968-ig – a szükségszerű karbantartási és javítási időszakoktól eltekintve – folyamatosan működött. Az üzem vezetője Schäfer Péter német származású technológus volt, aki egészen 1945-ig töltötte be ezt a funkciót. Meg kell jegyezni, hogy a hejőcsabai mészüzem soha nem játszott jelentősebb szerepet a MÁK óriási rendszerében, a kicsiny üzemek közé tartozott. A bánya 400–500 tonna mészkövet termelt ki naponta, ebből 180-200 tonnát mészégetésre használtak, a többit cukorgyáraknak, vasgyáraknak és útépítőknek adták el.
A MÁK lakásépítkezésekkel segítette a munkásokat, a Mésztelepen már 1912–13-ban átadták az első 2×8 lakásos épületeket, majd 1915 nyarán újabb barakklakások épültek a bányánál és Hejőcsabán is. Az itt lakók jutányos áron kapták a szenet a fűtéshez, főzéshez, a társaság konzumot (élelmiszerboltot) is működtetett.
1929-ig lassú emelkedés volt a termelésében. A csúcs 1927-ben volt, amikor az üzem 27 160 tonna meszet állított elő 191 fős összlétszámmal. A konjunktúrát azonban megakasztotta a kibontakozó világválság. A diósgyőri kohászat 1931 nyarán leállította a termelését, Ózdon is erős visszaesés volt, az építőipar termelése 50%-kal csökkent, emiatt a mészkő és a mész iránti kereslet drámai módon lecsökkent. Ennek következtében a mészüzemben is termeléscsökkentést kellett bevezetni, sőt 1932–33-ban a körkemencét le is állították. Helyette építettek egy kis aknakemencét a mégis fennálló csekély mészigény kielégítésére. Mindez persze munkáselbocsátásokkal is járt, 1933-ban már csak 58 fő dolgozott a gyárban. A válság enyhültével 1934-re annyira konszolidálódott a helyzet, hogy az elbocsátottakat vissza lehetett venni. Problémát jelentett azonban a várhegyi bánya elöregedése, a mészkő minőségének romlása. Új mészkőlelőhely fellelése érdekében Vadász Elemér geológus professzor végzett kutatásokat a környéken, és két javaslatot nyújtott be: a Tapolcától nyugatra, légvonalban mintegy 2 kilométerre fekvő Nagykőmázsa 380 méter magasságban fekvő területét és a jóval távolabb, Kisgyőr határában lévő Üstök lelőhelyet. A bányák művelésbe vételére a második világháború miatt már nem került sor, 1950-ben végül a nagykőmázsai beruházás valósult meg.
A háború alatt a gyárat hadiüzemmé nyilvánították, a katonai behívások miatt fokozódott a munkaerőhiány. A háború végén a kivonuló németek elszállították a kőbánya összes robbanóanyagát, de más kárt – sok más miskolci gyárral és létesítménnyel ellentétben – nem okoztak. A mészégető kemencét 1945. április 8-án gyújtották be újra, az első adagot pedig 20-án húzták ki. A kiváló szakember Schäfer Péter helyére ekkor már Janits Béla állt. Hamarosan problémák jelentkeztek az üzemvitelben, és szénellátási problémák miatt az év végén leálltak a termeléssel, 26 munkást elbocsátottak. A kieső időben elvégezték a nagyjavítást, 1946 márciusában pedig újraindították a termelést. Az üzem az állandósuló nehézségek ellenére is dolgozott, és változatos termékskálát nyújtott: égetett mész, útalapkő, gépi őrlésű hengerlési zúzottkő, válogatott nagydarabos és cukorgyári fehér mészkő, 70–100 kg súlyú válogatott, faragásra alkalmas mészkő, mészkőliszt, kődara, zúzalék és samott-tégla.
Az üzem történetének ez a szakasza 1948 márciusában ért véget, amikor a MÁK Rt.-t és a mészüzemet is államosították.

### Hejőcsabai Cement- és Mészművek

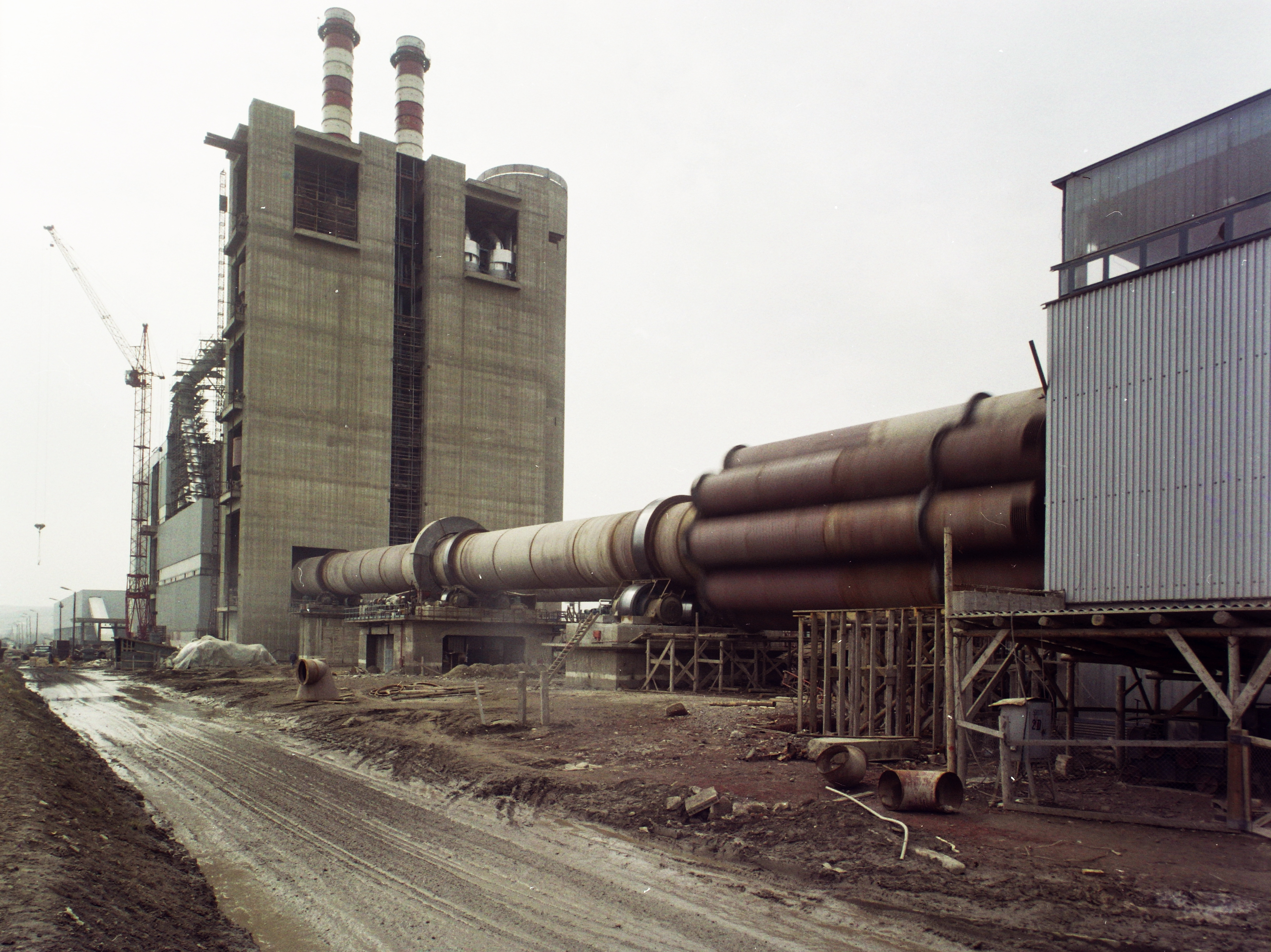
A cementgyár forgókemencéje 1974-ben

Az 1948. március 25-i államosítás után az üzem Hejőcsabai Mészmű néven (1949-től) önálló Nemzeti Vállalat lett, főhatósága a Mész- és Cementipari Központ volt. Az üzem első munkásigazgatója Mikó Balázs, volt bélapátfalvi kőfejtő lett, őt 1949-ben Breuer Lajos váltotta. A várhegyi mészkő rossz minősége továbbra is gondot jelentett, ezért mielőbb szükség volt jó alapanyag biztosítására. Az új nagykőmázsai mészkőbányát 1950 tavaszán vették művelés alá, majd az Országos Tervhivatal finanszírozásában 1426 méter hosszú csillés siklópályát is építettek hozzá, a várhegyi bányát pedig bezárták.
Az országban tervezett nagyszabású beruházások következtében cementhiány lépett fel, a meglévő cementgyárak (Tatabánya, Lábatlan, Bélapátfalva, Selyp, Beremend) nem tudták fedezni a szükségleteket. Ezért az Állami Tervbizottság új cementgyár felépítését határozta el Hejőcsabán, miközben a mészégető körkemence továbbra is üzemelt. Az új beruházás építkezése 1950 tavaszán kezdődött meg. Először egy nagy teljesítményű forgókemencét telepítettek, amely még az év szeptember 1-jén megkezdte működését. Tárolósilókat és őrlő berendezést, majd átmeneti szükségmegoldásként puzzoláncement-üzemet építettek. A puzzolánt Bodrogkeresztúrról és Sátoraljaújhelyről szállították. Ezt a cementgyártási technológiát aztán 1952 áprilisában, mindössze fél év után le kellett állítani, mert a puzzoláncementre nem volt igény. Az új cementgyár felépítése elkerülhetetlenné vált, 200 millió forintot irányoztak elő rá. Az új gyár elhelyezése nem volt lehetséges a mészüzem területén, ezért a 3. számú út (Pesti út) mellett jelölték ki a helyét. A nem kellő körültekintéssel elkészített tervek miatt folyamatos gondokkal küzdöttek az építők, de végül 1952 augusztusában megkezdődött a cementgyártás, a kohósalakot Diósgyőr és Ózd biztosította, a klinkert átmenetileg más cementgyárakból kapták. Az agyag kötélpályán érkezett a Templom-hegyi agyagbányából. Az első évben 43 884 tonna 30 és 40 MPa nyomószilárdságú cementet állítottak elő. 1953 végére elkészült a négy klinkerégető aknás kemence, és a következő évben már a teljes technológiai vonalon folyhatott az üzemszerű termelés. A gondok azonban folyamatosan jelen voltak: az építkezés és a termelés még egy darabig párhuzamosan folyt, problémát jelentett a munkásellátás, nem épült ki a belső szállítási rendszer stb. A tervezett éves termelés 300 000 tonna cement volt, de még a 200 000-et is csak 1955-ben sikerült meghaladni. Az 1956-os forradalom három és fél hónapos leállással járt, csak 1957 februárjában indult újra a munka.
1959-ben végre elérték a „bűvös” irányszámot: 304 000 tonna cementet állítottak elő. Ennek ellenére egyértelmű volt, hogy a gyárat korszerűsíteni kell. Az Országos Tervhivatal 190 millió forintot irányozott elő a rekonstrukcióra, és a munkálatok 1960-ban el is kezdődtek. A feladatok között volt a kőbánya bővítése és korszerűsítése, meg kellett szüntetni a körkemencés mészégetést (ez végül csak 1968-ban valósult meg), helyette modern mészégetőt kell építeni, a cementgyár kapacitását évi 450 000 tonnára kell bővíteni. A rekonstrukció 1963 augusztusában fejeződött be. Az új mészüzem négy aknás kemencével dolgozott, évi kapacitása 110 000 tonna volt. A kőbányában gépesítették az egész technológiai vonalat, a cementgyárban megépült az ötödik klinkerégető kemence, és számos egyéb korszerűsítést is végrehajtottak. Nyilvánvalóvá vált azonban, hogy ezzel a technológiával soha nem lesz hatékony a termelés.
1970-ben a kormány 4,7 milliárd forintos beruházással új gyár építését határozta el Hejőcsabán, a régi helyén. A beruházás indoka a cement iránti igény növekedése volt, amit – többek között – a házgyári lakásépítkezéseknek volt köszönhető. A cél 1,6 millió t/év 50 MPa vagy nagyobb nyomószilárdságú, de kisebb mennyiségű portlandcementnek megfelelő kapacitású cementgyár létesítése volt. Az építkezés 1971 nyarán kezdődött el, és ezalatt a termelés tovább folytatódott a régi soron, összesen 1 488 000 tonna cement került innen forgalomba. Többek között két darab 104 m hosszú, 2000 t/h teljesítményű forgókemencét, 37 000 tonna kő és 15 000 tonna agyag befogadására alkalmas nyersanyagtárolót, klinkertárolót, cementmalmot telepítettek. Fontos lépés volt a régi csillés kötélpálya kiváltása: 6 km hosszú, zárt szállítószalag-pálya épült, amely összekötötte a bányát az üzemmel. A cementgyár régi adóssága volt a környezetvédelmi problémák megoldása (azelőtt az egész környéket belepte a szürke por), most nagy teljesítményű elektrofiltereket építettek be.
A gyári építkezésekkel egy időben korszerűsítéseket hajtottak végre a kőbányában is. Az új gyár 1975-ben kezdett termelni, márciusban az első, augusztus-szeptemberben a második termelővonalon – kisebb-nagyobb döccenőkkel, üzemzavarokkal. Emiatt az első évben az előirányzott számokat nem sikerült produkálni: klinkerből 74,8%-os, cementből 74,4%-os volt a teljesítés, a termelés folyamatossága csak a következő években rendeződött.

### Holcim  Hejőcsabán
A magyar állam 1989-ben egy privatizációs eljárás során eladta a részvények 33,34%-át a svájci Holcim csoport érdekeltségi körébe tartozó cégnek, és ettől kezdve kb 20 évig a Holcim működtette a cementgyárat. A Holcim a gazdasági válság és  rendezetlen tulajdonviszonyok miatt 2011-ben leállította a gyárban a termelést, a munkásokat is elbocsátották.

#### Tulajdoni vita
Az 1989-es privatizációs eljárás bonyolult tulajdoni helyzetet idézett elő. 1993-ban az Állami Vagyonügynökség – mivel a Holcim nem érvényesítette az egykori Cement- és Mészművekkel szemben elővásárlási jogát a többségi részvénycsomagra – a bérelt ingatlanokat és berendezéseket eladásra kínálta. Ekkor a Magyar Cement Kft. kétmilliárd forintos vételárat kínált a hejőcsabai gyár részvényeiért, miközben a a Holcim 1,1 milliárdot ajánlott, így a Magyar Cementé lett az irányítást biztosító részvénycsomag, és a bérelt eszközöket és ingatlanokat is megvették. Mindeközben természetesen megmaradt a Holcimnek a több mint 33 százalékos tulajdonrésze. Zavaros patthelyzet állt elő, közel húsz évig tartó pereskedés kezdődött. 1994-ben a Holcim meg akarta venni a MC-től a részét, az ajánlatot azonban elutasították. A Holcim ezután bíróság előtt magát a privatizációs szerződést támadta meg, de nem járt sikerrel. Ezt követően még egy közös cég létrehozása is felmerült, ám ez sem valósult meg. 2004-ben végül olyan jogerős bírósági ítélet született, miszerint az eszközvagyon és az ingatlantulajdon a Magyar Cementé. 2010-ben újabb bírósági ítélet született arról, hogy a Holcim tulajdonviszonyok megváltoztatására irányuló keresete nem jogos.  A hosszas pereskedés végső soron arról szólt, hogy a Holcim által telepített berendezések alkotórészei vagy csak tartozékai annak a területnek, amelynek viszont a Magyar Cement a tulajdonosa. A következő évben a bíróság törölte a LafargeHolcim cementkonszern bányászati jogát.

### Hejőcsabai Cement- és Mészipari Kft.
A Magyar Cement álláspontja szerint a Holcim jogcím nélkül tartózkodott a cementgyárban, ezért 2014-ben drasztikus lépésre szánta el magát: biztonsági őrökkel elfoglalták a gyárat. A Hejőcsabai Cement- és Mészipari Kft. 2016-ra minden, a cementgyártáshoz szükséges bánya, földterület, gép és berendezés a HCM 1890 Kft. birtokában volt. Az újraindítás előtt azonban további akadályok merültek fel: miskolci lakosok civil szervezetekkel (Miskolci Cementgyár Stop! munkacsoport, Zöld Kapcsolat Egyesület) egészségi és környezetvédelmi okokra hivatkozva mozgalmat indítottak a termelés beindítása ellen, mert a gyár közel 57 ezer tonna hulladék „hasznosítása” mellett mintegy 4000 tonna légszennyező anyagot bocsátana ki. A gyár ennek ellenére megkapta a szükséges környezetvédelmi engedélyeket.
A meglévő engedélyek birtokában a HCM területén csak mészhidrátgyártás indult 2017 májusában. Az elképzelések szerint a teljes újraindulás után a gyár 300–800 embernek adhatna munkát.
A Miskolci Törvényszék közigazgatási tanácsának 2024. október 3-ai ítélete értelmében az üzem újraindításához új engedélyeztetési eljárásra lenne szükség. Ezt azonban a cég valószínűleg nem kapná meg, mert – bár korábban sem felelt meg a környezetvédelmi  szabályoknak – a per elmúlt tíz éve alatt tovább szigorodtak a vonatkozó jogszabályok.

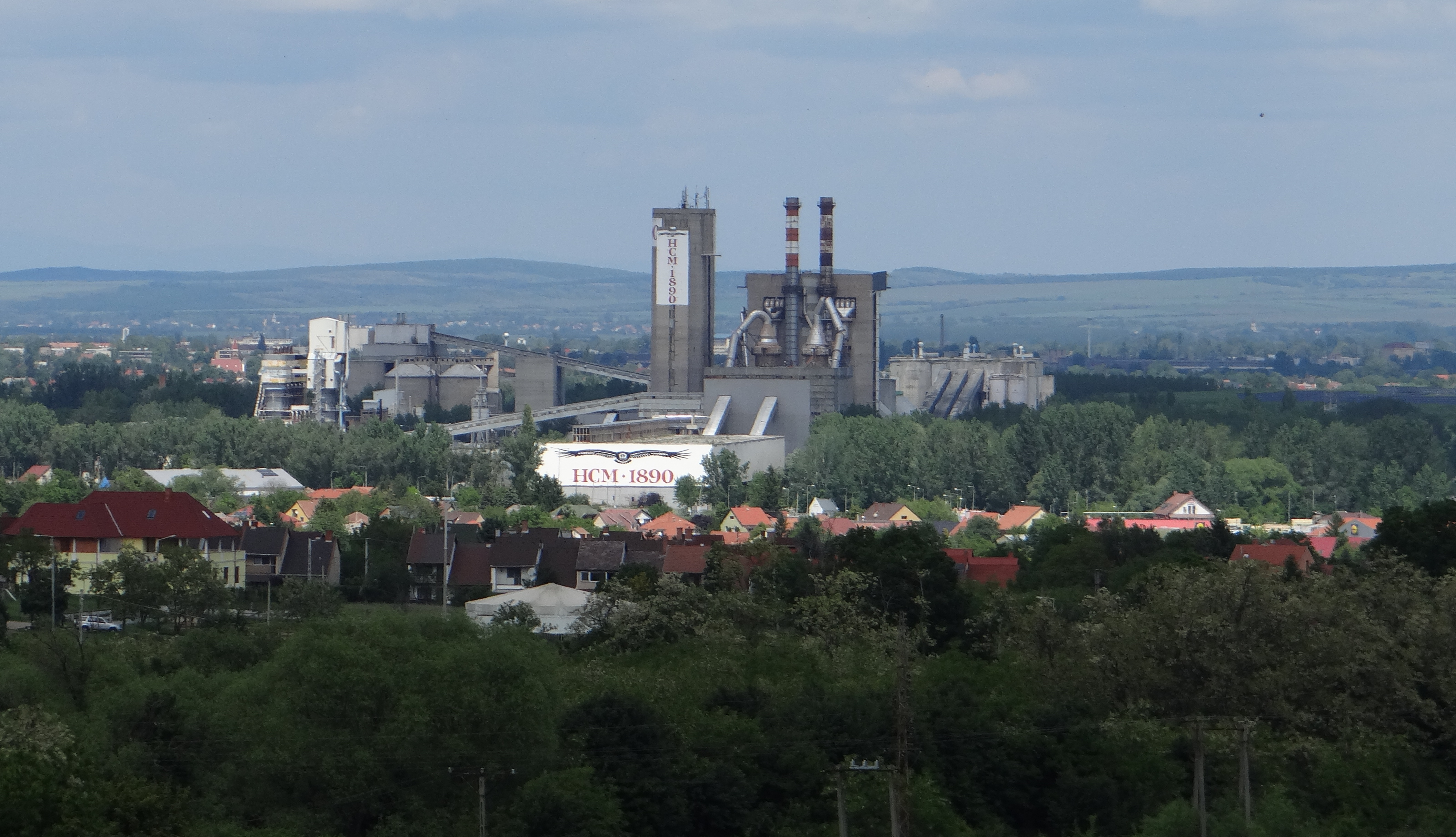
A HCM távlati képe a Harsányi útról
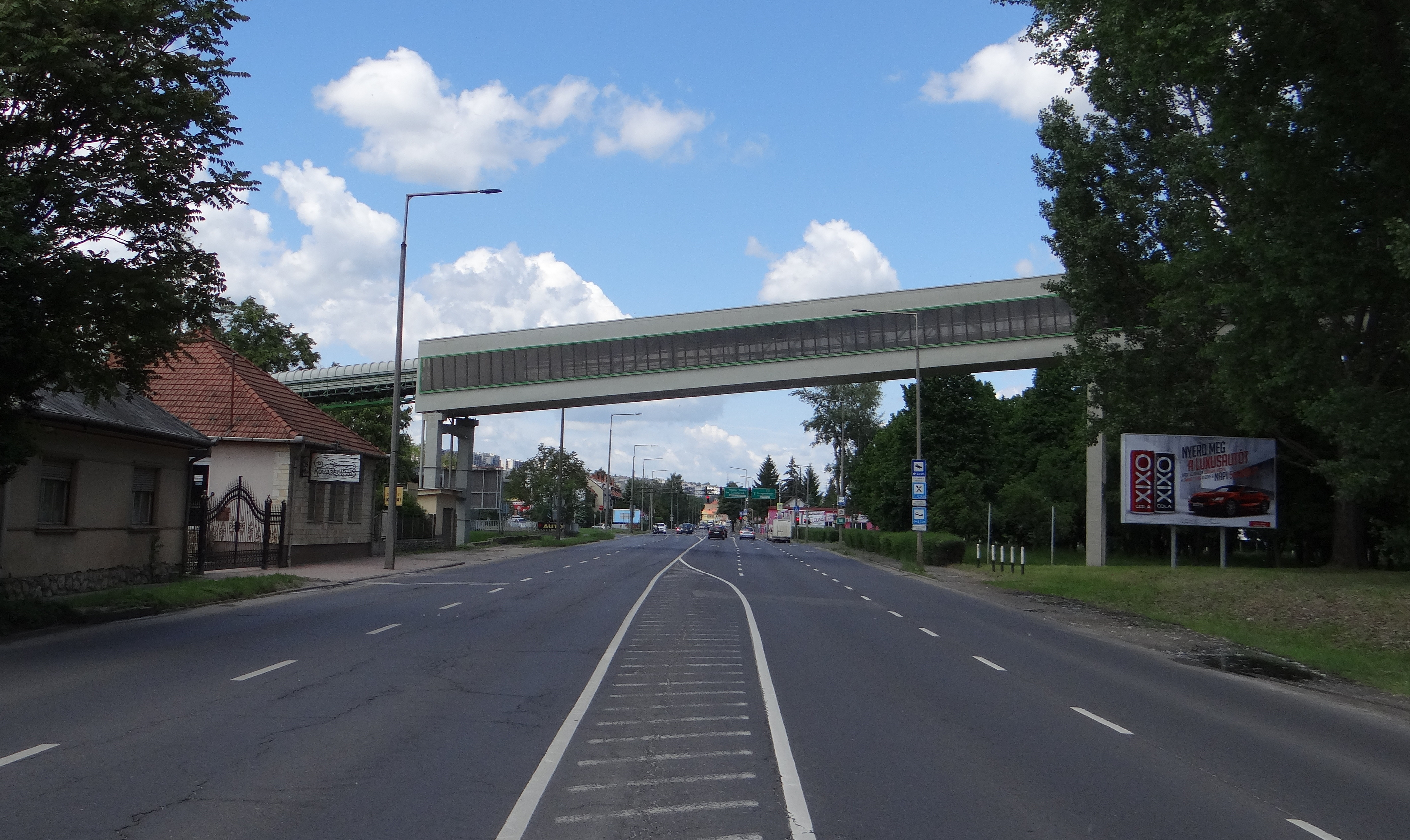
A 3-as úton átvezető szállítószalag
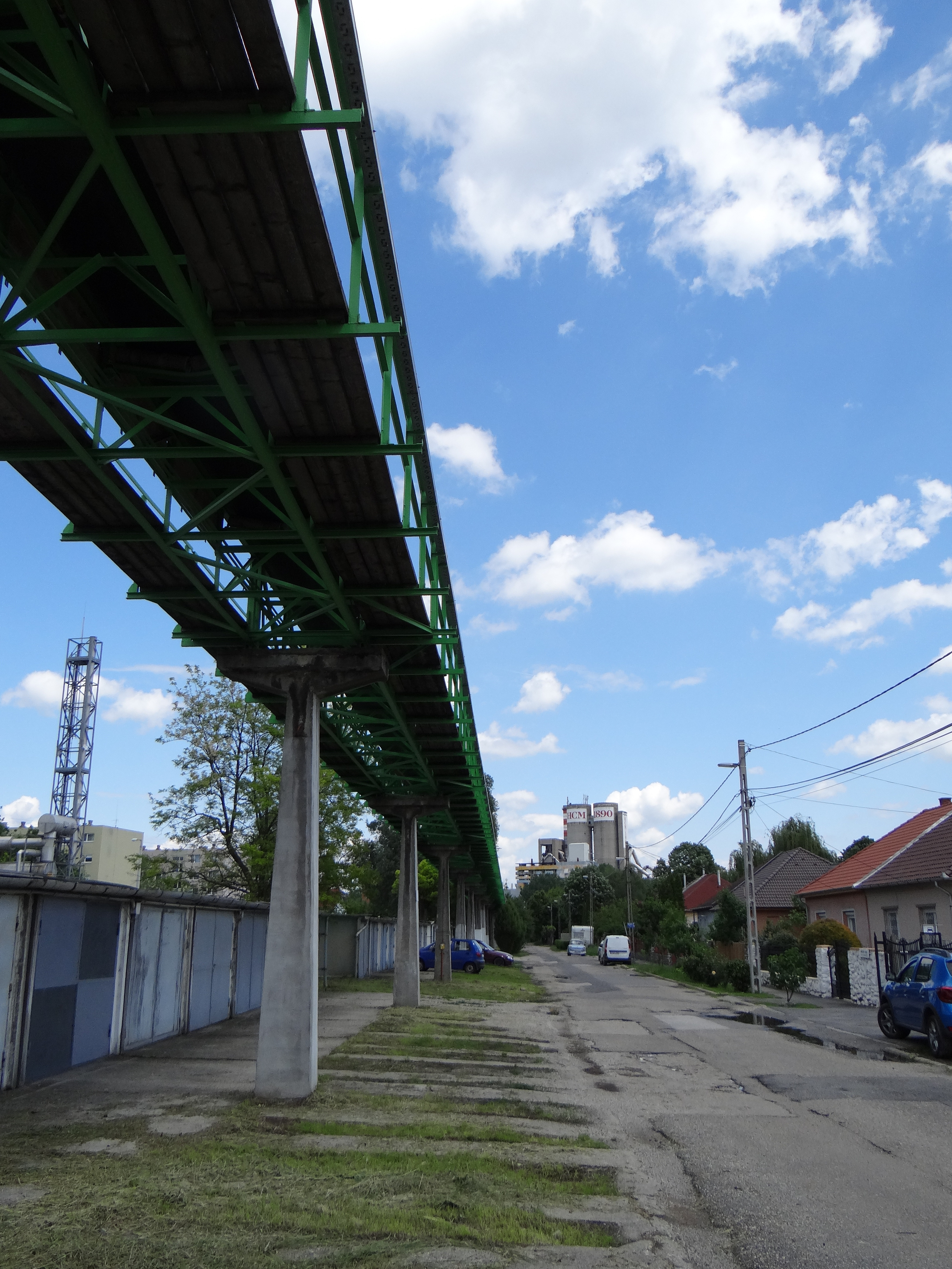
Szállítószalag a mésztelepi házak között